# Jean Clouet

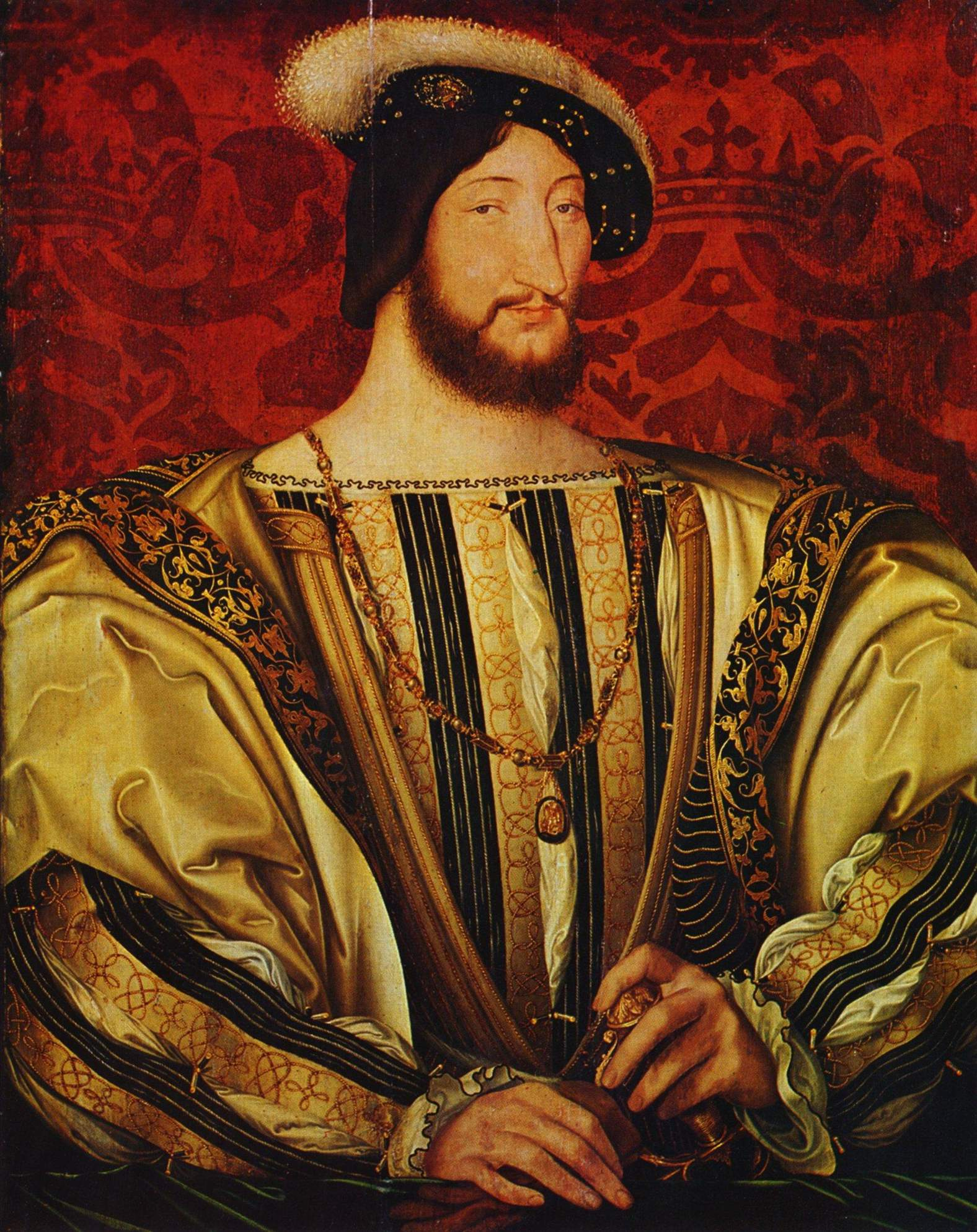
Jean Clouet: Retrato de Francisco I, cerca de 1525, óleo sobre tábua, 96 x 74 cm., Museu do Louvre, Paris

Jean (ou Janet) Clouet (1480 - 1541) foi um miniaturista e pintor que desenvolveu seu trabalho em França durante o Renascimento. Foi pai de François Clouet. Seu local de nascimento provável foi Bruxelas.
A primeira menção do artista na corte francesa está documentada em 1516, no segundo ano do reinado de Francisco I. Seu nome verdadeiro parece ter sido Clowet, tendo-o afrancesado após sua estadia por longos anos em Tours. Foi nesta cidade que se casou com a filha dum joalheiro. Em 1529 está documentada sua presença em Paris. Seu irmão, conhecido como Clouet de Navarra, esteve a serviço de Margarida de Angulema, irmã de Francisco I.
Jean Clouet pintou o retrato do conhecido cientista Oronce Finé em 1530, quando o retratado tinha trinta e seis anos de idade, obra esta que desapareceu. Sem dúvida, sua obra mais famosa é aquela que ilustra o verbete, retrato do Imperador Francisco I, que se acha no Louvre.